# Aeroportul Annai
Aeroportul Annai (IATA: NAI, ICAO: SYAN) este un aeroport din Upper Takutu-Upper Essequibo, Guyana ce deservește zona Annai⁠(d). A fost numit după zona deservită.
Situat la o altitudine de 92 m, aeroportul dispune de o singură pistă.